# Viettesia viettei
Viettesia viettei är en fjärilsart som beskrevs av De Toulgoët 1959. Viettesia viettei ingår i släktet Viettesia och familjen björnspinnare. Inga underarter finns listade i Catalogue of Life.